# 실비아 바르고바
실비아 바르고바(Silvia Vargová, 헝가리식 이름: 버르거 실비어(Varga Szilvia), 1966년 5월 12일 ~ )는 슬로바키아 태생 헝가리의 배우이다.